# Syntrophospora
Syntrophospora è un genere di batterio appartenente alla famiglia delle Syntrophomonadaceae.